# Wii U
Wii U (ウィー・ユー?, Wī Yū, pronunciato come i pronomi inglesi we [wiː] "noi" e you [juː] "tu" o "voi") è una console per videogiochi prodotta da Nintendo. È il successore di Wii pur non sostituendolo in alcuni paesi ed è stata la prima console da tavolo dell'ottava generazione ad essere immessa sul mercato. I suoi principali concorrenti sono PlayStation 4 di Sony e Xbox One di Microsoft.

## Storia

### Sviluppo
Nintendo iniziò lo sviluppo del Wii U nel 2008, dopo aver riconosciuto alcuni limiti intrinseci del Wii, vista dal pubblico come console troppo "casual" rispetto alle principali concorrenti sia da un punto di vista ludico che tecnico. Le critiche più comuni rivolte al sistema riguardavano ad esempio l'assenza del supporto per l'alta definizione e di una consistente modalità multigiocatore in rete. Attraverso Wii U, Nintendo intendeva quindi riportare i giocatori "hardcore" sulla sua piattaforma e per far ciò decise che un nuovo hardware era necessario. Vennero discusse diverse idee relative alla strada da seguire per realizzare l'obiettivo e per questo il progetto ripartì da zero in più occasioni. Infine, dopo aver pensato anche di installare un piccolo schermo sul controller per indicare alcune informazioni al giocatore (idea simile al VMU del Sega Dreamcast), venne sviluppato un modello di gamepad con schermo di dimensioni generose che inizialmente si era pensato non economicamente realizzabile.

### Annuncio al pubblico
Wii U venne mostrato agli utenti per la prima volta il 7 giugno 2011 a Los Angeles durante l'E3, con più di un anno di anticipo sulle principali concorrenti e a distanza di quasi sei anni dal sistema predecessore Wii, console più venduta della generazione precedente che iniziava a risentire di una saturazione del mercato. I primi giochi furono annunciati al successivo E3 2012 e furono New Super Mario Bros. U, Nintendo Land, Pikmin 3, Assassin's Creed III e ZombiU, mentre grossa sorpresa destò l'annuncio di Bayonetta 2, seguito di uno degli action-game più acclamati della precedente generazione, in esclusiva per la macchina Nintendo. Per la prima volta nella storia delle console casalinghe di Nintendo la vendita al pubblico di Wii U partì prima nei mercati occidentali rispetto alla madrepatria: precisamente, la console fu messa in vendita il 18 novembre 2012 negli Stati Uniti e in Canada, il 30 novembre in Europa e l'8 dicembre in Giappone.

### Cessazione della produzione
Nell'aprile del 2016 Nintendo annunciò che la dismissione della console era prevista per marzo 2018, in vista del lancio del Nintendo Switch. In seguito, il 31 gennaio 2017 l'azienda comunicò la cessazione della produzione di Wii U.

## Panoramica

### Caratteristiche
La caratteristica immediatamente distintiva di questa console rispetto alle precedenti risiede nel suo sistema di controllo, chiamato Wii U GamePad, il cui nome è una evidente citazione dal controller del Nintendo Entertainment System. L'accessorio, completamente wireless, è dotato di touch screen resistivo capace di visualizzare informazioni completamente diverse rispetto a quelle visualizzate sulla TV. Tale sistema permette quindi una modalità asimmetrica di gioco nella quale l'immagine trasmessa sul GamePad integra e completa quella presente sul televisore. In alternativa ed a seconda dei giochi è possibile permettere all'utenza di slegarsi dall'obbligo di occupare una TV durante l'uso del sistema, visualizzando sul Wii U gamepad la medesima immagine presente sul televisore. Il Wii U è inoltre la prima console Nintendo ad offrire una grafica in alta definizione Full-HD 1080p, anche se i giochi supportavano soltanto il 720p. Per fare in modo che l'utenza potesse sfruttare immediatamente tale caratteristica la casa di Kyoto ha deciso di includere un cavo HDMI nella confezione di vendita. Il lettore ottico interno supporta, oltre ai dischi NOD da 12 cm di Wii, anche dischi proprietari denominati "iDensity" capaci di ospitare 25 GB per layer dati. La console è fornita di quattro porte USB capaci di leggere periferiche di memorizzazione fino a 2 TB di memoria, come hard disk esterni, ma utili anche per la ricarica dei controller. Al sistema possono essere connessi fino a due Wii U GamePad. Tale possibilità tuttavia non è mai stata concretamente attivata nel sistema operativo stante la mancanza di software che preveda l'utilizzo contemporaneo di due gamepad. È previsto altresì l'utilizzo di un GamePad più altri quattro controller alternativi come il Wii U Pro Controller e tutti i controller del predecessore Nintendo Wii per un totale di massimo cinque controller attivi in contemporanea. Sul retro della macchina sono presenti una porta HDMI, una porta AV Multi Out compatibile con i connettori video del sistema predecessore, una porta dedicata alla barra sensore ed infine l'ingresso per l'alimentazione. Wii U permette di creare fino a dodici account Nintendo Network ID sulla stessa macchina, legati alla piattaforma online Nintendo Network che permette di accedere a diversi servizi online integrati nel sistema.

### Design e dimensioni
Nintendo decise di basare l'aspetto di Wii U sul fortunato predecessore Wii, smussando soltanto le forme più spigolose, pur avendo testato durante lo sviluppo del sistema configurazioni differenti. Gli sforzi della casa di Kyoto si concentrarono soprattutto sulla compattezza del sistema senza sacrificare le prestazioni. Nonostante ciò la maggiore prestanza hardware rese comunque necessario un aumento del peso e della lunghezza della console che arrivarono rispettivamente a 1,5 kg circa e 17,5 cm. Larghezza e spessore sono invece state lasciate pressoché invariate rispetto a Wii. Le variazioni secondarie più rilevanti riguardarono i pulsanti "POWER" e "EJECT",  più grandi, forniti di led blu/rosso/arancione e bianco e disposti verticalmente (posizionando la console in orizzontale). Da segnalare l'accensione continua della luce bianca del pulsante "EJECT" anche a console spenta, per indicare la presenza di un disco all'interno della console. Furono rimossi sia il pulsante "RESET" che il pulsante "SYNC" sul fronte della console.

### Multimedialità
La console si connette ad internet tramite tecnologia Wi-Fi  oppure tramite LAN con apposito adattatore da collegarsi in una delle prese USB posteriori. Attraverso la connessione ad internet è possibile scaricare aggiornamenti per il sistema operativo oppure navigare tramite browser integrato dotato di navigazione a schede che permette di aprire più pagine contemporaneamente per la prima volta su una console da casa. La funzione del multitasking è presente per quasi tutte le applicazioni della console. È possibile quindi, tramite il menu visualizzabile con il tasto Home del GamePad, aprire in contemporanea una delle applicazioni unitamente al gioco caricato senza interrompere la partita in corso. Il browser integrato offre la possibilità di navigare e vedere video in maniera innovativa grazie al touch screen del controller, oltre alla possibilità di vedere un video sul TV ma nel contempo di continuare a navigare sullo schermo del GamePad senza aprire una seconda pagina browser, possibilità data dall'interazione di due schermi.

## Sistemi di controllo

### Wii U GamePad

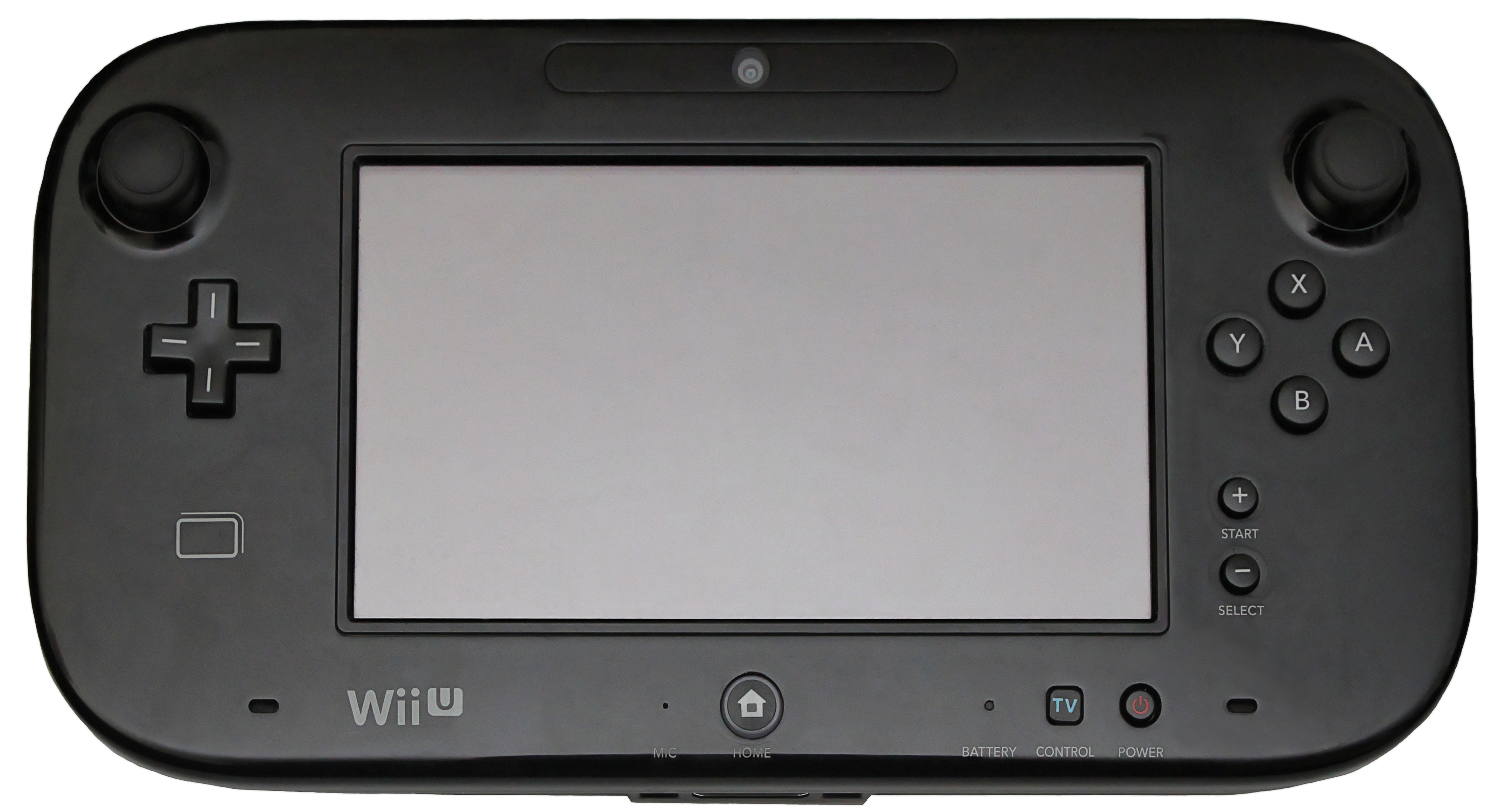
Wii U GamePad

Il principale controller della console è il Wii U GamePad, provvisto di touch screen resistivo da 6,2 pollici (15,7 cm), altoparlanti stereo surround, microfono, giroscopio, accelerometro, sensore fotografico frontale, force feedback e Near Field Communication. Insieme al controller viene fornito un apposito stilo. Il nuovo GamePad offre la possibilità di essere usato come telecomando del TV per qualsiasi marca di apparecchi televisivi, con la possibilità di cambiare canale, accendere e spegnere l'apparecchio e cambiare l'entrata video da visualizzare sullo schermo. Il GamePad mantiene tutte le caratteristiche tecniche dei sensori di movimento del controller della precedente console Wii (il Wii Remote) e grazie allo schermo integrato rende la console del tutto indipendente dal TV, grazie alla possibilità di visualizzare informazioni diverse dallo schermo del televisore (come mappe di gioco, impostazioni o altri comandi in aggiunta a quelli assegnati ai tasti), e di continuare la partita solo sul GamePad senza usufruire della tv, ma quest'ultima caratteristica è utilizzabile solo se sviluppata nativamente nei giochi. La batteria del controller può durare dalle 3 alle 4 ore di gioco, ma insieme alla console è incluso il carica batteria per il GamePad. La Nintendo ha altresì prodotto e messo in vendita una batteria da 2550mAh /9,2 Wh con voltaggio 3,6 V (offre fino ad 8 ore d'uso). Un altro accessorio per il Wii U Game pad prodotto direttamente dalla Nintendo è un kit che comprende una stilo, una protezione per lo schermo ed un panno per la sua pulizia.

### Wii U Pro Controller

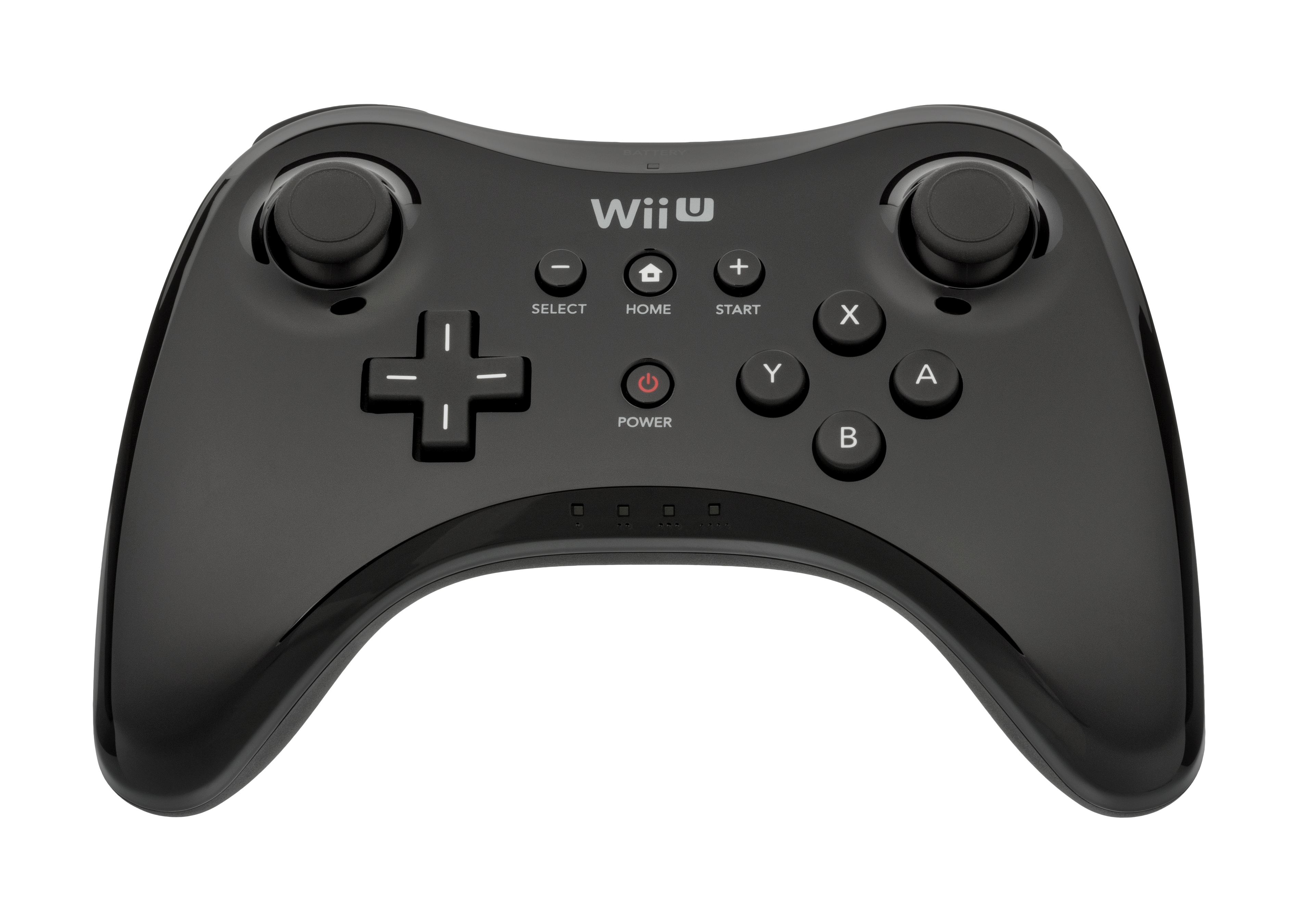
Wii U Pro Controller

Il Wii U dispone anche di un secondo controller disponibile separatamente (integrato invece nella versione "ZombiU Pack" e "Monster Hunter 3 Ultimate Pack" della console), chiamato Wii U Pro Controller. Questo controller è stato creato per offrire un'esperienza di gioco più classica rispetto all'innovativo Wii U GamePad. Il controller non è però compatibile con tutti i giochi ma solo per quelli che lo supportano. La durata della batteria si aggira sulle 80 ore, e il controller può essere ricaricato collegandolo alla console tramite cavo USB.

### Telecomando Wii e sistemi di controllo di Wii
Il Wii U è compatibile con tutti i sistemi di controllo della precedente console Wii come il Telecomando Wii, Nunchuk, Wii Balance Board, Wii Zapper, Wii Classic Controller Pro.

## Servizi online
La console permette di collegarsi alla rete via Wi-Fi e di giocare partite in multiplayer online per i giochi che lo supportano. I servizi online integrati della console sono:

Logo Nintendo Network

### Nintendo Network
Nintendo Network è un servizio online della Nintendo completamente gratuito introdotto in ambito casalingo con questo sistema. Il suo scopo è permettere all'utenza l'uso della modalità multiplayer online nei titoli che lo prevedono. A differenza del Nintendo Wi-Fi Connection, permette ai consumatori di collegarsi attraverso la rete a una piattaforma in cui i vari servizi offerti sono disponibili alla comunità Nintendo Network. Inoltre i vari servizi offerti sono più completi per soddisfare i consumatori e gli stessi consumatori possono richiedere modifiche ai servizi. Nintendo Network supporta anche la tecnologia NFC, che permette ai consumatori di pagare i prodotti offerti.

### Nintendo Network Premium[25]
Nintendo Network Premium (interrotto il 31 dicembre 2014) era uno speciale programma fedeltà disponibile in esclusiva per i proprietari di Wii U "Premium Pack" che avevano registrato un Nintendo Network ID. Con ogni acquisto di software e/o contenuti scaricabili, oppure con l'inserimento di un codice download per ottenere software e/o contenuti scaricabili nel Nintendo eShop, si guadagnavano 8 punti per ogni euro speso per gli acquisti sopraccitati. Dopo aver guadagnato almeno 500 punti, eseguendo il login nel sito dedicato a Nintendo Network Premium con i dati del proprio Nintendo Network ID, era possibile ottenere il codice di attivazione per aggiungere fondi pari a 5€ al Nintendo Network ID su una console Wii U, o ad un account Nintendo eShop su un Nintendo 3DS, Nintendo 3DS XL, Nintendo 2DS, New Nintendo 3DS, New Nintendo 3DS XL e New Nintendo 2DS XL.

## Caratteristiche software

### Miiverse
Miiverse è stato un forum integrato creato da Nintendo che permetteva ad utenti di tutto il mondo di condividere post scritti a mano libero o con testo digitale su gruppi dedicati ad un singolo gioco. Nei gruppi erano raccolti tutti i post degli utenti su quello specifico titolo, con la possibilità di selezionare un "mi piace" denominato "Sii" e di commentare qualsiasi post scritto dagli utenti, come rispondere a richieste di aiuto per superare uno specifico punto di un gioco (potendo inoltre allegare uno screenshot qualsiasi del gioco in questione insieme al post), in maniera del tutto simile ai più affermati social network come Facebook e Twitter. Su Miiverse era possibile inoltrare richieste di amicizia a qualsiasi utente, seguire le discussioni e i post di chiunque e intraprendere discussioni private con gli amici. Il servizio è terminato l'8 novembre 2017.

### Nintendo eShop

Logo Nintendo eShop

È lo store di distribuzione digitale di Nintendo. Disponibile dal lancio della console lo store permette di scaricare titoli Wii U in formato retail, giochi creati per lo shop stesso, titoli Virtual Console ed applicazioni. Lo shop permette altresì di scaricare patch, contenuti aggiuntivi per i giochi (DLC) sia per i giochi retail che quelli per lo store. È accessibile anche tramite multitasking e cioè senza interrompere la partita o altre applicazioni. È inoltre possibile visionare video (per esempio i Nintendo Direct), vedere schede informative sui singoli giochi e dare valutazioni a quelli a cui si è giocato. Nel Nintendo e-shop versione PAL gli acquisti possono essere effettuati direttamente in euro. Nel precedente canale Wii shop per il Wii era invece necessario acquistare Nintendo Points. Nell'eShop i contenuti a pagamento possono essere acquistati tramite carta di credito o le Nintendo eShop Cards acquistabili nei negozi e catene specializzati. È possibile scaricare nel Nintendo eShop anche giochi usciti per il Nintendo Entertainment System, Super Nintendo Entertainment System, Nintendo 64, Game Boy Advance, Nintendo DS, Wii e Turbografx-16.

### Browser internet
Il browser integrato permette di navigare per la rete usando i controlli digitali e touch del controller. Da segnalare la possibilità di aprire più pagine contemporaneamente grazie alla funzione multitasking e di visionare un video sullo schermo della tv pur continuando a navigare su secondo schermo del controller.

### Nintendo TVii
Nintendo TVii era un servizio gratuito che offriva contenuti dedicati a ciò che si sta guardando in TV grazie al secondo schermo posizionato sul Wii U GamePad. Nei territori coinvolti (Giappone e Stati Uniti d'America) Nintendo TVii era disponibile con i canali via cavo, satellitari e sui servizi di video on-demand di Amazon e Hulu Plus (al lancio) e Netflix e TVii all'inizio del 2013. Gli utenti erano in grado di consultare una guida TV sul GamePad e condividere i loro momenti preferiti attraverso l'integrazione del Miiverse, dei social network Facebook e Twitter. Durante la visione dei propri show preferiti si sarebbe potuto avere accesso ad informazioni aggiuntive tramite il Wii U GamePad, tra cui dettagli sul cast di un film, le recensioni della critica, e informazioni per i programmi sportivi come statistiche in diretta e punteggi. Il servizio fu lanciato il 20 dicembre 2012 in Nord America e nel corso del 2014 in Giappone. Venne terminato in data 11 agosto 2015. Nintendo annunciò inoltre sul suo sito che la predetta applicazione non sarebbe stata lanciata per il mercato europeo.

### Wii U Chat

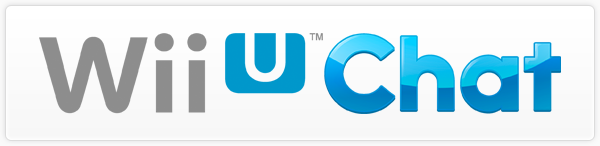
Wii U Chat

Il software del Wii U Chat permetteva di fare videochiamate ad utenti amici usando il Wii U GamePad grazie alla fotocamera e al microfono integrati. Si potevano inoltre disegnare doodle e scrivere "addosso" a colui che sta conversando con noi. Il servizio è terminato in data 8 novembre 2017, unitamente al forum Miiverse.

### YouTube
Questa applicazione creata ad hoc per la console presenta una grafica diversa dalla classica controparte via browser ed è ottimizzata per l'uso tramite Wii U GamePad.

## Retrocompatibilità
Seguendo le orme di Wii, Wii U è completamente retrocompatibile via hardware con la console, gli accessori e gli applicativi digitali WiiWare e Virtual Console della precedente generazione e via software tramite Virtual console Wii U con i sistemi, sia Nintendo che concorrenti, più datati.

### Virtual Console
Virtual Console è un servizio presente su Wii, Wii U e 3DS che, tramite eShop, permette il download da Internet di alcuni videogames delle generazioni precedenti di console. Gli utenti possono così trasferire e giocare sui nuovi sistemi giochi creati originariamente per altri, sia Nintendo (ad esempio NES, SNES e Nintendo 64) che di altri produttori (ad esempio Master System, Mega Drive e TurboGrafx 16). Novità inserita nella versione Wii U del servizio è la possibilità di utilizzare l'Off Tv Screen, permettendo quindi l'uso degli applicativi sul GamePad. Questa implementazione però non ha permesso di utilizzare gli stessi file già presenti nel servizio Wii, che quindi andranno riacquistati sulla nuova console anche se già in proprio possesso per la vecchia, ad un prezzo comunque inferiore rispetto all'acquisto senza precedente possesso. Nel caso non si voglia seguire tale strada, è possibile trasferire i giochi Virtual Console acquistati per Wii su una console Wii U ed eseguirli in modalità emulativa, ma non saranno utilizzabili sul GamePad. Ulteriore fattore di differenziazione tra i servizi dei vari sistemi è la disponibilità delle console emulabili: ad esempio, i giochi per Nintendo DS fanno parte del catalogo Virtual Console solo su Nintendo Wii U e in futuro anche i giochi per GameCube potrebbero diventare una simile esclusiva. Dal 14 gennaio del 2015 è possibile scaricare su Wii U anche i giochi per Wii, mentre dal 2 aprile quelli per Nintendo 64 e Nintendo DS.

### Retrocompatibilità hardware
Wii U è provvisto di retrocompatibilità nativa per giochi, accessori e applicativi digitali di Wii tramite un sistema di emulazione chiamato "Modalità Wii". In tale modalità, l'ingresso SD non utilizzabile in modalità Wii U riprende a funzionare ma le porte USB utilizzabili si riducono a 2, quantità originariamente presente sulla console ora emulata. Anche in tale modalità risultano inoltre compatibili con la Console i cavi SCART, component e composite (AV) per Wii. Unica differenza rispetto alla console originaria è l'impossibilità di giocare online ai titoli emulati, in quanto i server di gioco dei titoli Wii sono stati spenti il 20 maggio 2014. Per giocare con l'emulatore risulta altresì possibile utilizzare lo schermo del Wii U Game Pad. Tuttavia non sarà possibile utilizzare i suoi pulsanti ma sarà necessario abbinare un Wii Remote.

## Versioni disponibili

### Wii U Basic Pack[36]
Contiene:
- Console Wii U bianca con memoria flash interna da 8 GB espandibile
- Wii U GamePad bianco
- Cavo HDMI 1.4
- Alimentatore per Wii U GamePad

Prezzo consigliato al lancio: 299,99 €

### Wii U Premium Pack[37]
Contiene:
- Console Wii U nera con memoria flash interna da 32 GB espandibile
- Wii U GamePad nero
- Cavo HDMI 1.4
- Alimentatore per Wii U GamePad
- Sensor Bar
- Stand per mantenere la console in verticale
- Stand per Wii U GamePad
- Abbonamento al servizio Nintendo Network Premium
- Gioco Nintendo Land

Prezzo consigliato al lancio: 349,90 €

### ZombiU Premium Pack[38]
Contiene:
- Console Wii U nera con memoria flash interna da 32 GB espandibile
- Wii U GamePad nero
- Cavo HDMI 1.4
- Alimentatore per Wii U GamePad
- Sensor Bar
- Stand per mantenere la console in verticale
- Stand per Wii U GamePad
- Abbonamento al servizio Nintendo Network Premium
- Wii U Pro Controller
- Gioco ZombiU

Prezzo consigliato al lancio: 389,90 €

### Monster Hunter 3 Ultimate Premium Pack
Contiene:
- Console Wii U nera con memoria flash interna da 32 GB espandibile
- Wii U GamePad nero
- Cavo HDMI 1.4
- Alimentatore per Wii U GamePad
- Sensor Bar
- Stand per mantenere la console in verticale
- Stand per Wii U GamePad
- Abbonamento al servizio Nintendo Network Premium
- Wii U Pro Controller
- Gioco Monster Hunter 3 Ultimate

Prezzo consigliato al lancio: 389,90 €

## Specifiche tecniche
Di seguito sono riportate le specifiche tecniche di Wii U, basate sulla CPU "Espresso" e la GPGPU Latte. Le specifiche ufficiali non sono mai state divulgate da Nintendo.
Processore:
- CPU: IBM PowerPC 750 (Power 6) IBM Power basato su tecnologia 3-core 64 bit 1,24 GHz[39], Multi Chip Module (modulo MCM) con processo produttivo a 45 nm.
- GPGPU Latte Derivata dalla AMD Radeon HD E6760 a 800 MHz a 40 nm Floating Point Performance (single precision, peak): 576 GFLOPs, DirectX® 11, Shader Model 5.0,OpenGL 4.1, 6 SIMD engines x 80 processing elements = 480 unità shaders.[40]
- Prestazione complessiva: 1 TFLOPS.

Memoria:
- Memoria principale: 2 GB RAM DDR3L 1 600 SDRAM (512 MB × 4) 12,8 GB/s di bandwidth (1 GB dedicato al sistema operativo).[41]
- Memoria eDRAM: 32 MB (embedded Dynamic RAM) ad alta velocità integrati nella GPGPU.

Slot e periferiche di controllo:
- Wii U GamePad, Wii U Pro Controller (fino a quattro contemporaneamente Gamepad escluso), Wii Remote Plus (fino a quattro contemporaneamente Gamepad escluso), compatibile con sistemi e periferiche di controllo Nintendo Wii (inclusa Wii Balance Board).
- Porta HDMI, component, composita per risoluzioni da 480p a 1080p.
- Quattro porte USB 2.0 per chiavette USB e un lettore schede SD.
- Porta per Sensor Bar (Nintendo Wii).

Memoria non volatile:
- Memoria flash da 8 GB Wii U bianco (Basic Pack); 32 GB Wii U nero (Premium Pack); espandibile con HDD e supporti USB fino a 2 TB.

Video:
- 480p/480i/720p/1080i/1080p (tramite cavo HDMI).
- 480p (FWGA 854x480 16:9) per il Wii U GamePad con schermo 6,2" (15,7 cm)

Audio:
- Supporta l'uscita lineare PCM a sei canali mediante presa HDMI o l'uscita analogica tramite presa AV MULTI OUT.[41]

Connettività:
- Wi-Fi 802.11 b/g/n (Broadcom BCM43237KMLG) per collegamento ad Internet, compatibile con adattatore LAN Nintendo Wii, connettività Wi-Fi 802.11n (Broadcom BCM43362KUB6) dedicata al GamePad, Bluetooth 4.0 (Broadcom BCM20702) dedicata agli accessori Nintendo Wii.[41]

Lettore e supporto di memorizzazione:
- Lettore ottico con velocità di 22,5 MB al secondo.
- Dischi proprietari Nintendo contenenti fino a 25 GB di dati nel single layer e 50 GB nel dual layer.

### Considerazioni tecniche
Il Wii U ha una potenza computazionale più di trenta volte superiore al predecessore Wii (30 GigaFLOPS), grazie ad un'architettura di moderna concezione e dai ridottissimi consumi in rapporto alle prestazioni reali e teoriche; inoltre la console presenta un'inedita architettura GPU-centrica, che si serve di una GPGPU, una tecnologia introdotta per la prima volta nel mercato videoludico e capace di offrire prestazioni migliori di una normale GPU.
Difatti vi è un pieno supporto alle librerie con effetti equivalenti alle DirectX 11 e ai motori grafici di nuova generazione come per esempio l'Unreal Engine 4, anche se Epic Games ha deciso di non supportare tale piattaforma. In più il lettore ottico con una velocità di 22,5 MB al secondo permette una velocità nel caricamento dei dischi notevole che riduce sensibilmente i tempi di attesa sui caricamenti rispetto a quelli di Xbox 360 (10,57 MB/s) e PlayStation 3 (9 MB/s), inoltre possiede il quadruplo della memoria principale RAM della precedente generazione Xbox 360 e PlayStation 3, potendo contare su un numero di unità shader più elevato (480 shaders), e supportando DirectX® 11, Shader Model 5.0,OpenGL 4.1.
Il Wii U è compatibile con i videogiochi e le periferiche per il Wii ma non con quelli del GameCube. Tuttavia, Nintendo annunciò che all'E3 2014 avrebbe presentato un accessorio per usare un controller Nintendo GameCube con il videogioco picchiaduro Super Smash Bros. for Wii U: il "Nintendo GameCube Controller Adapter for Wii U".

## Lancio
Tra i primi videogiochi confermati ufficialmente per Nintendo Wii U troviamo Ninja Gaiden 3: Razor's Edge. e Darksiders II. Nel terzo quadrimestre del 2013 è uscito anche Assassin's Creed IV: Black Flag.
L'allora presidente di Nintendo Satoru Iwata affermò che la formazione di Wii U sarebbe stata molto corposa e ricca di titoli di terze parti.
Tra i titoli annunciati durante l'E3 2012 figurarono: Nintendo Land, Pikmin 3, New Super Mario Bros. U, Scribblenauts Unlimited, Mass Effect 3, Tekken Tag Tournament 2 e Wii Fit U.
Questa è la Line Up italiana:
- Funky Barn
- Call of Duty: Black Ops II
- Skylanders: Giants
- Transformers Prime
- Disney Epic Mickey 2: L'avventura di Topolino e Oswald
- FIFA 13
- Mass Effect 3 Special Edition
- Ben 10: Omniverse
- Family Party: 30 Great Games Obstacle Arcade
- TANK! TANK! TANK!
- Tekken Tag Tournament 2
- Nintendo Land
- New Super Mario Bros. U
- Sonic & All-Stars Racing Transformed
- Warriors Orochi 3 Hyper
- Darksiders II
- Assassin's Creed III
- Just Dance 4
- Rabbids Land
- Sports Connection
- Your Shape: Fitness Evolved 2013
- ZombiU
- Batman: Arkham City Armoured Edition
- Game Party Champions
- Monster Hunter 3 Ultimate
- Lego City Undercover